# Sonante

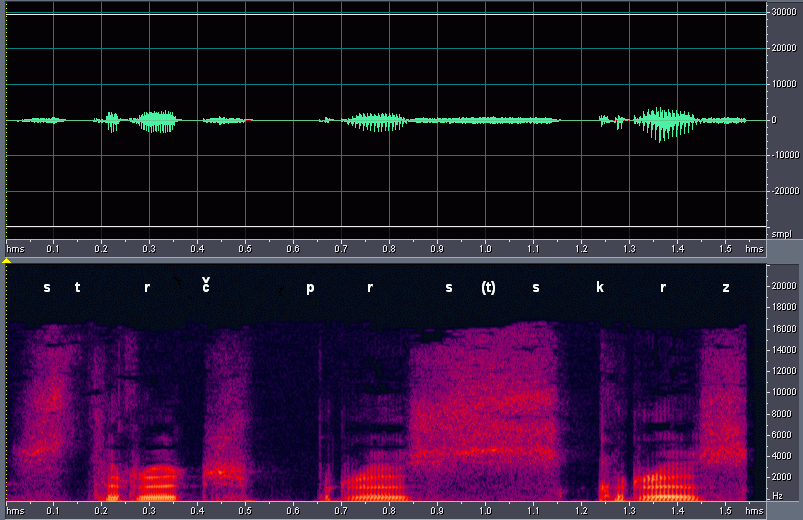
Diagrama de onda (arriba) y espectrograma (abajo) de la oración del checo Strč prst skrz krk que significa 'Introduce el dedo a través de la garganta'. En el espectrograma se aprecian claramente los fonos que la componen, las sonantes son casi tan brillantes como las vocales en este tipo de espectrogramas.

En fonética y fonología, una sonante o consonante sonántica (o sonorante) es un sonido del habla que se produce sin turbulencia en el flujo de aire al atravesar el tracto bucal. Las sonantes incluyen tanto a vocales como ciertas consonantes no obstruyentes como por ejemplo /m/ o /l/. Consonantes obstruyentes, como /d/ o /s/, constriñen el flujo de aire suficientemente como para provocar turbulencia y por tanto no son sonantes.
El término resonante se usa todavía para los sonidos sonantes que no son vocales. Sin embargo, el término está en desuso entre los fonetistas, aunque se usa ampliamente en lingüística indoeuropea por ejemplo.

## Descripción
Técnicamente son sonantes todas las vocales, las aproximantes, las nasales, líquidas (vibrantes o laterales) y las implosivas. En la escala de sonoridad, todos los sonidos situados por encima de las fricativas son sonantes.
Fonológicamente en muchas lenguas las sonantes tienen la capacidad de ser núcleo silábico, por ejemplo en inglés [l] puede ser núcleo de sílaba en palabras como bottle. En lenguas eslavas (eg. serbocroata Krk, topónimo),  y en sánscrito las vibrantes pueden ser también núcleo de sílaba.
Desde el punto de vista de la articulación, las sonorantes, son sonidos que tienen un impedimento parcial al escape oral o nasal del aire. La mayor parte de las lenguas usan sonorantes sonoras (aunque existen también sonorantes sordas, menos frecuentemente). La sonorantes se caracterizan por un flujo de aire con poca o ninguna fricción, poca turbulencia por lo que no producen sonidos estridentes, y comparten numerosas características fonéticas con las vocales (de hecho por eso en muchas lenguas las sonorantes pueden funcionar como núcleo silábico). En el aspecto articulatorio las sonorantes contrastan fuertemente con las obstruyentes (oclusivas o fricativas) que se caracterizan por oclusión completa o fuerte fricción turbulenta en el tracto bucal o nasal. Entre las consonantes producidas en la parte posterior de la garganta (uvulares, farignales, etc), la distinción entre aproximantes propiamente dichas y fricativas sonoras puede ser problemática, ya que algunos sonidos como la fricativa uvular sonora ([ʁ]) o la fricativa faringal sonora ([ʕ]) a veces se comportan como sonorantes. La consonante faringal también puede analizarse como una semivocal correspondiente a la vocal /ɑ/.
Volviendo a la cuestión de la sonidad, si bien en la mayor parte de lenguas predominan las obstruyentes sordas, la abrumadora mayoría de las sonantes son sonoras. Sólo un 5% de las lenguas del mundo poseen sonorantes sordas. De hecho las sonorantes sordas están casi exclusivamente concentradas en las regiones que bordean el Océano Pacífico, desde Nueva Caledonia en sentido horario hasta América del Sur, estando presentes en lenguas de las familias austronesia, sinotibetana, nad-dené y esquimo-aleutiana. Además es notorio que en casi todos los casos en que aparece una sonorante sorda en una lengua, también aparece la correspondiente sonorante sonora. De hecho, las sonorantes sordas tienden a ser muy relajadas y poco perceptibles al oído, incluso para las personas que hablan lenguas que poseen estos sonidos. Por eso, tienen una fuerte tendencia a resonorizarse o reforzarse para formar una fricativa.

## Sonantes en diversas lenguas
El inglés posee las siguientes consonantes sonantes: /l/, /m/, /n/, /ŋ/, /ɹ/, /w/, /j/.

## Sonantes y consonantes silábicas
En muchas lenguas que admiten consonantes silábicas, estas son usualmente sonantes.